# Ulrich von Eppenstein
Ulrich von Eppenstein (* um 1055; † 13. Dezember 1121), manchmal auch als Ulrich III. von Eppenstein bezeichnet, aus dem Hause der Eppensteiner war Abt von St. Gallen (ab 1077), Gegenabt von Reichenau (1079) und als Ulrich I. Patriarch von Aquileia (ab 1086).

## Leben
Ulrich war der Sohn von Markwart IV. von Eppenstein und der Liutbirg von Plain. Zusammen mit seinen Brüdern Liutold, Heinrich und Hermann war er im Investiturstreit eine wertvolle Stütze Kaiser Heinrichs IV. im Kampf gegen die Päpstlichen, besonders die Häuser Rheinfelden und Zähringen. Bis zu seinem Tod am 13. Dezember 1121 blieb er ein treuer Anhänger der königlichen Partei.

## Wirken
1077 ernannte König Heinrich IV., der mit Ulrich verwandt war (gemeinsamer Urgroßvater Hermann II. von Schwaben), nach der Vertreibung von Abt Lutold seinen cognatus in noch jugendlichem Alter zum Abt von St. Gallen. Der von aussen kommende Ulrich von Eppenstein wurde in St. Gallen mit Wohlwollen empfangen. In der Folge stand St. Gallen auf der königstreuen Seite, was zu Konflikten mit dem Abt von Reichenau, mit Bischof Gebhard III. von Konstanz, mit Herzog Welf IV. von Bayern sowie mit Herzog Berthold II. von Zähringen führte. Zur Sicherung des St. Galler Territoriums liess er mehrere Burgen errichten. 1079 wurde er von Heinrich IV. als Gegenabt des Klosters Reichenau eingesetzt, konnte sich letztlich aber nicht gegen Ekkehard II. von Nellenburg (1072–1088) behaupten. Im Zuge der darauf folgenden gewaltsamen Auseinandersetzungen verlor die Abtei St. Gallen ihre rechtsrheinischen Besitzungen. Abt Ulrich sah sich in der Folge gezwungen, Teile des Klosterschatzes zu veräussern. Wiederholte Versuche vonseiten Ekkehards II. von Nellenburg, den abgesetzten Abt Lutold als Gegenabt von St. Gallen einzusetzen, scheiterten. Erst 1083 gelang es der Partei des Gegenkönigs Hermann von Salm, Abt Ulrich von Eppenstein durch den Reichenauer Mönch Werinhar zu ersetzen. Nach der Demissionierung Werinhars 1086 stand Ulrich von Eppenstein erneut der Abtei vor. 1086 bekam er zudem das Patriarchat von Aquileia übertragen, wo schon sein Bruder Heinrich die Vogtei führte und die Markgrafschaften Krain sowie Istrien leitete, während Bruder Liutold zusätzlich zum Kärntner Herzogsamt auch Markgraf von Verona war. Von Italien aus plante Ulrich eine gewaltsame Absetzung des Bischofs von Konstanz, die letztlich scheiterte.